# Kuusamojärvi
Le lac Kuusamo (finnois : Kuusamojärvi, same du Nord : Idjajávri) est un lac situé à Kuusamo en Finlande,.

## Présentation
Le lac a une superficie de 47,36 kilomètres carrés et une altitude de 253 mètres.
Le lac se déverse dans le Muojärvi.
Le lac Kuusamojärvi compte 66 îles dont la superficie totale est de 447 ha, ce qui représente environ 8,6% de la superficie totale du lac. Parmi les îles, un est plus grande que 1 km2, 21 sont plus grandes que 1 hectare, 41 sont plus grandes qu'un acre et les 3 autres font moins d'un acre,.